# Liste der kammermusikalischen Werke Mozarts mit Klavier

## Sonaten für Klavier und Violine

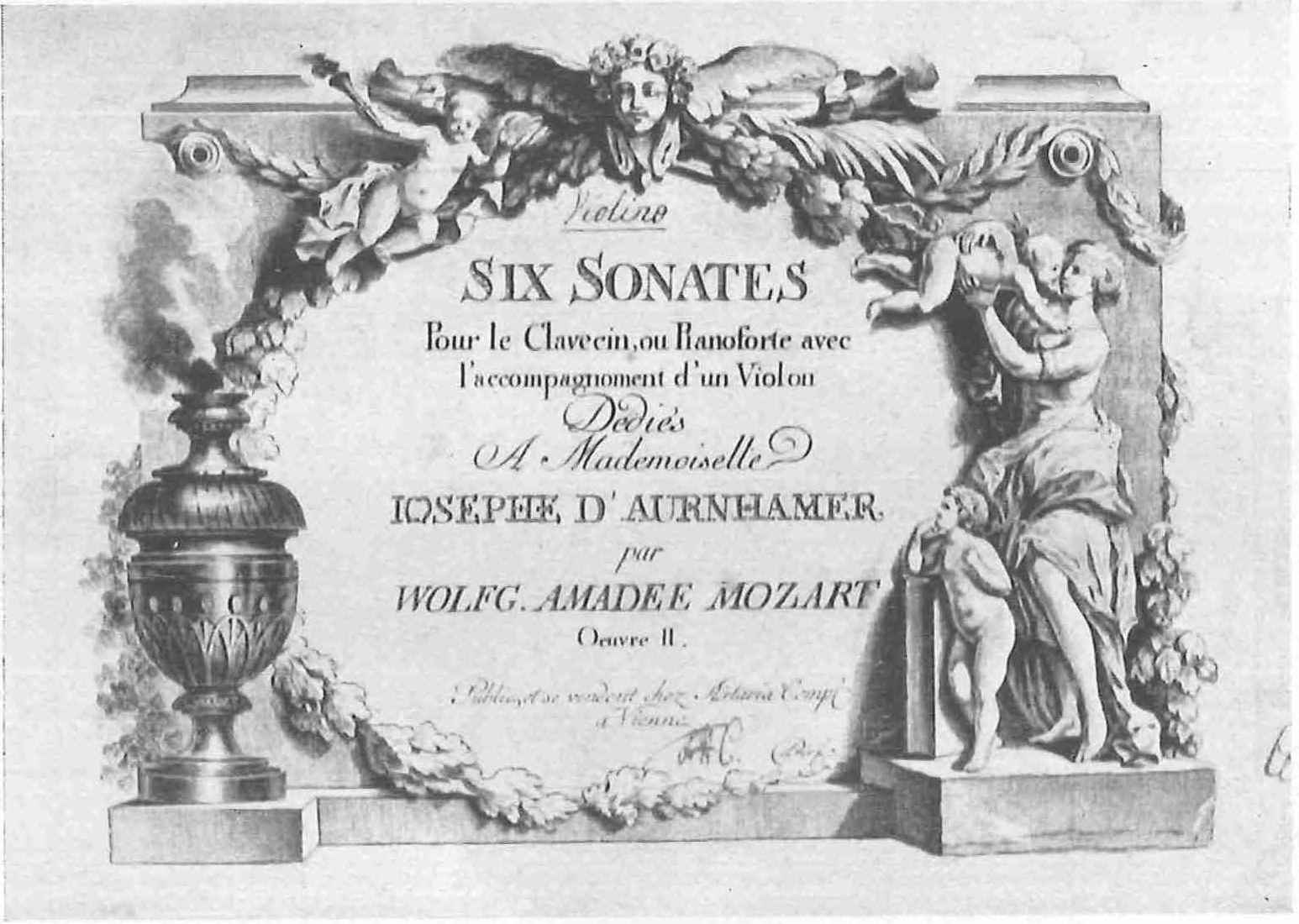
Titelbild der Original-Ausgabe der Violinsonaten KV 296, 376–380. Erschienen 1781 bei Artaria als erstes in Wien gedrucktes Werk Mozarts

Sonate für Klavier und Violine in C-Dur KV 6 (1762–1764)
1. Allegro
2. Andante
3. Menuett I & II
4. Allegro molto

Sonate für Klavier und Violine in D-Dur KV 7 (1763–1764)
1. Allegro molto
2. Adagio
3. Menuett I & II

Sonate für Klavier und Violine in B-Dur KV 8 (1763–1764)
1. Allegro
2. Andante grazioso
3. Menuett I & II

Sonate für Klavier und Violine in G-Dur KV 9 (1764)
1. Allegro spiritoso
2. Andante
3. Menuett I & II

Sonate für Klavier und Violine in G-Dur KV 10 (1764)
1. Allegro spiritoso
2. Andante
3. Menuett I & II

Sonate für Klavier und Violine in G-Dur KV 11 (1764)
1. Andante
2. Allegro
3. Menuetto (da capo Allegro)

Sonate für Klavier und Violine in A-Dur KV 12 (1764)
1. Andante
2. Allegro

Sonate für Klavier und Violine in F-Dur KV 13 (1764)
1. Allegro
2. Andante
3. Menuetto I und II

Sonate für Klavier und Violine in C-Dur KV 14 (1764)
1. Allegro
2. Allegro
3. Menuetto I und II en Carillon

Sonate für Klavier und Violine in B-Dur KV 15 (1764)
1. Andante maestoso
2. Allegro grazioso

Sonate für Klavier und Violine in Es-Dur KV 26 (1766)
1. Allegro molto
2. Adagio poco andante
3. Rondeaux (Allegro)

Sonate für Klavier und Violine in G-Dur KV 27 (1766)
1. Andante poco adagio
2. Allegro

Sonate für Klavier und Violine in C-Dur KV 28 (1766)
1. Allegro maestoso
2. Allegro grazioso

Sonate für Klavier und Violine in D-Dur KV 29 (1766)
1. Allegro molto
2. Menuetto und Trio

Sonate für Klavier und Violine in F-Dur KV 30 (1766)
1. Adagio
2. Rondeaux (Tempo di Menuetto)

Sonate für Klavier und Violine in B-Dur KV 31 (1766)
1. Allegro
2. Tempo di Menuetto (Moderato)

Sonate für Klavier und Violine in F-Dur KV 55
Sonate für Klavier und Violine in C-Dur KV 56
Sonate für Klavier und Violine in F-Dur KV 57
Sonate für Klavier und Violine in Es-Dur KV 58
Sonate für Klavier und Violine in C-Dur KV 59
Sonate für Klavier und Violine in E-Dur KV 60
Sonate für Klavier und Violine in A-Dur KV 61
Sonate für Klavier und Violine in C-Dur KV 296 (1778)
1. Allegro vivace
2. Andante sostenuto
3. Rondeau (Allegro)

Sonate für Klavier und Violine in G-Dur KV 301 (1778)
1. Allegro con spiritio
2. Allegro

Sonate für Klavier und Violine in Es-Dur KV 302 (1778)
1. Allegro
2. Rondeau (Andante grazioso)

Sonate für Klavier und Violine in C-Dur KV 303 (1778)
1. Adagio – Molto allegro
2. Tempo di Minuetto

Sonate für Klavier und Violine in e-moll KV 304 (1778)
1. Allegro
2. Tempo di Minuetto

Sonate für Klavier und Violine in A-Dur KV 305 (1778)
1. Allegro di molto
2. Andante grazioso con variazioni

Sonate für Violine und Klavier in D-Dur KV 306 (1778)
1. Allegro con spirito
2. Andantino cantabile
3. Allegretto

Sonate für Klavier und Violine in B-Dur KV 372 (1781, Fragment)
1. Allegro

Sonate für Klavier und Violine in F-Dur KV 376 (1781)
1. Allegro
2. Andante
3. Rondeau (Allegretto grazioso)

Sonate für Klavier und Violine in F-Dur KV 377 (1781)
1. Allegro
2. Andante con variazioni
3. Tempo di Menuetto

Sonate für Klavier und Violine in B-Dur KV 378 (1779)
1. Allegro moderato
2. Andantino sostenuto e cantabile
3. Rondeau (Allegro)

Sonate für Klavier und Violine in G-Dur KV 379 (1781)
1. Adagio
2. Allegro
3. Andantino cantabile con variazioni

Sonate für Klavier und Violine in Es-Dur KV 380 (1781)
1. Allegro
2. Andante con moto
3. Rondeau

Sonate für Klavier und Violine in A-Dur KV 402 (1782, Fragment)
1. Andante, ma un poco Adagio
2. Fuga. Allegro moderato

Sonate für Klavier und Violine in C-Dur KV 403 (1782, Fragment)
1. Allegro moderato
2. Andante
3. Allegretto

Sonate für Klavier und Violine in C-Dur KV 404 (1782, Fragment)
1. Andante
2. Allegretto

Sonate für Klavier und Violine in B-Dur KV 454 (1784)
1. Largo – Allegro
2. Andante
3. Allegretto

Sonate für Klavier und Violine in Es-Dur KV 481 (1785)
1. Molto allegro
2. Adagio
3. Allegretto con variazioni

Sonate für Klavier und Violine in A-Dur KV 526 (1787)
1. Molto Allegro
2. Andante
3. Presto

Sonate für Klavier und Violine in F-Dur (Eine kleine Klavier-Sonate für Anfänger mit einer Violine) KV 547 (1788)
1. Andante cantabile
2. Allegro
3. Andante con variazioni

## Variationen für Klavier und Violine
Variationen über La bergère Célimène für Klavier und Violine KV 359
Variationen über Hélas, j'ai perdu mon amant für Klavier und Violine KV 360

## Trios für Klavier und Streicher
Divertimento (Trio) für Klavier, Violine und Violoncello in B-Dur KV 254 (1776)
1. Allegro assai
2. Adagio
3. Rondeaux (Tempo di menuetto)

Klaviertrio in G-Dur KV 496 (1786)
1. Allegro
2. Andante
3. Allegretto (Thema mit Variationen)

Klaviertrio in B-Dur KV 502 (1786)
1. Allegro
2. Larghetto
3. Allegretto

Klaviertrio in E-Dur KV 542 (1788) (auch Puchberg-Trio genannt)
1. Allegro
2. Andante grazioso
3. Allegro

Klaviertrio in C-Dur KV 548 (1788)
1. Allegro
2. Andante cantabile
3. Allegro

Klaviertrio in G-Dur KV 564 (1788)
1. Allegro
2. Andante (Thema mit Variationen)
3. Allegretto

Drei Klaviertriosätze KV 442 (Fragmente)
Allegro,
Tempo di minuetto,
Allegro

## Quartette für Klavier und Streicher
Klavierquartett für Klavier, Violine, Viola und Violoncello g-moll KV 478 (1785)
1. Allegro
2. Andante
3. Rondo (Allegro moderato)

Klavierquartett für Klavier, Violine, Viola und Violoncello Es-Dur KV 493
1. Allegro
2. Larghetto
3. Allegretto

## Quintette für Klavier und Blasinstrumente
Quintett für Klavier, Oboe, Klarinette, Horn und Fagott Es-Dur KV 452 (1784)
1. Largo – Allegro moderato
2. Larghetto
3. Allegretto

Quintett für Klavier, Oboe, Klarinette, Bassetthorn und Fagott Es-Dur KV 452a (= Anh. 54) (1784) (Fragment)

## Werke für Klavier und gemischte Besetzung
Trio für Klavier, Klarinette und Viola Es-Dur KV 498 „Kegelstatt-Trio“
1. Andante
2. Menuetto
3. Rondeaux (Allegretto)